# Bahnhof Shin-Seto
Der Bahnhof Shin-Seto (jap. 新瀬戸駅, Shin-Seto-eki) ist ein Bahnhof auf der japanischen Insel Honshū. Er wird von der Bahngesellschaft Meitetsu (Nagoya Tetsudō) betrieben und befindet sich in der Präfektur Aichi auf dem Gebiet der Stadt Seto östlich von Nagoya.

## Verbindungen
Shin-Seto ist ein Zwischenbahnhof an der Meitetsu Seto-Linie, die von Sakaemachi über Ōzone nach Owari-Seto führt und von der Bahngesellschaft Meitetsu betrieben wird. Tagsüber wird ein Zehn-Minuten-Takt angeboten, während der Hauptverkehrszeit fahren die Züge alle vier bis fünf Minuten, am Abend alle 15 Minuten. Es gibt drei verschiedene Zuggattungen, die jeweils von Sakaemachi nach Owari-Seto und zurück fahren. Den ganzen Tag über werden Lokalzüge mit Halt an allen Zwischenbahnhöfen angeboten. Während der Hauptverkehrszeit kommen zwei verschiedene Eilzüge hinzu. Die Junkyū (Semi Express) lassen zwischen Sakaemachi und Obata sechs Bahnhöfe aus und halten unterwegs nur in Higashiōte und Ōzone. Dasselbe gilt für die Kyūkō (Express), die in der Gemeinde Owariasahi zwei zusätzliche Bahnhöfe überspringen (somit insgesamt acht).
Außerdem besteht die Möglichkeit, im unmittelbar benachbarten Bahnhof Setoshi zur hier kreuzenden Aichi-Ringlinie umzusteigen. Auf dem gemeinsamen Bahnhofsvorplatz an der Nordseite sind drei Bushaltestellen zu finden, die von zehn Linien der Gesellschaft Meitetsu Bus bedient werden.

## Anlage
Der Bahnhof steht im Zentrum des Stadtteils Higashi-Yokoyamachō, der von Wohnvierteln, zwei kleineren Einkaufszentren und einem Krankenhaus geprägt ist. Die ebenerdige Anlage ist von Westen nach Osten ausgerichtet und umfasst zwei Gleise an zwei teilweise überdachten Seitenbahnsteigen. Am östlichen Ende spannt sich das Empfangsgebäude in Form eines Reiterbahnhofs über die Gleise; überdachte Fußgängerpassagen führen zum nördlichen und südlichen Bahnhofsvorplatz. Unmittelbar östlich des Bahnhofs kreuzt der Viadukt der Aichi-Ringlinie die Trasse der Meitetsu Seto-Linie. Der Bahnhof Setoshi der Gesellschaft Aichi Kanjō Tetsudō ist nur wenige Schritte entfernt und beide Bahnhöfe teilen sich den nördlichen Vorplatz. Zwar gibt es keine direkte Verbindung zwischen den jeweiligen Bahnsteigen, gemeinsam ähneln die Bahnhöfe von ihrer Funktion her aber einem Turmbahnhof.
Im Fiskaljahr 2019 nutzten durchschnittlich 8499 Fahrgäste täglich den Bahnhof.

## Bilder

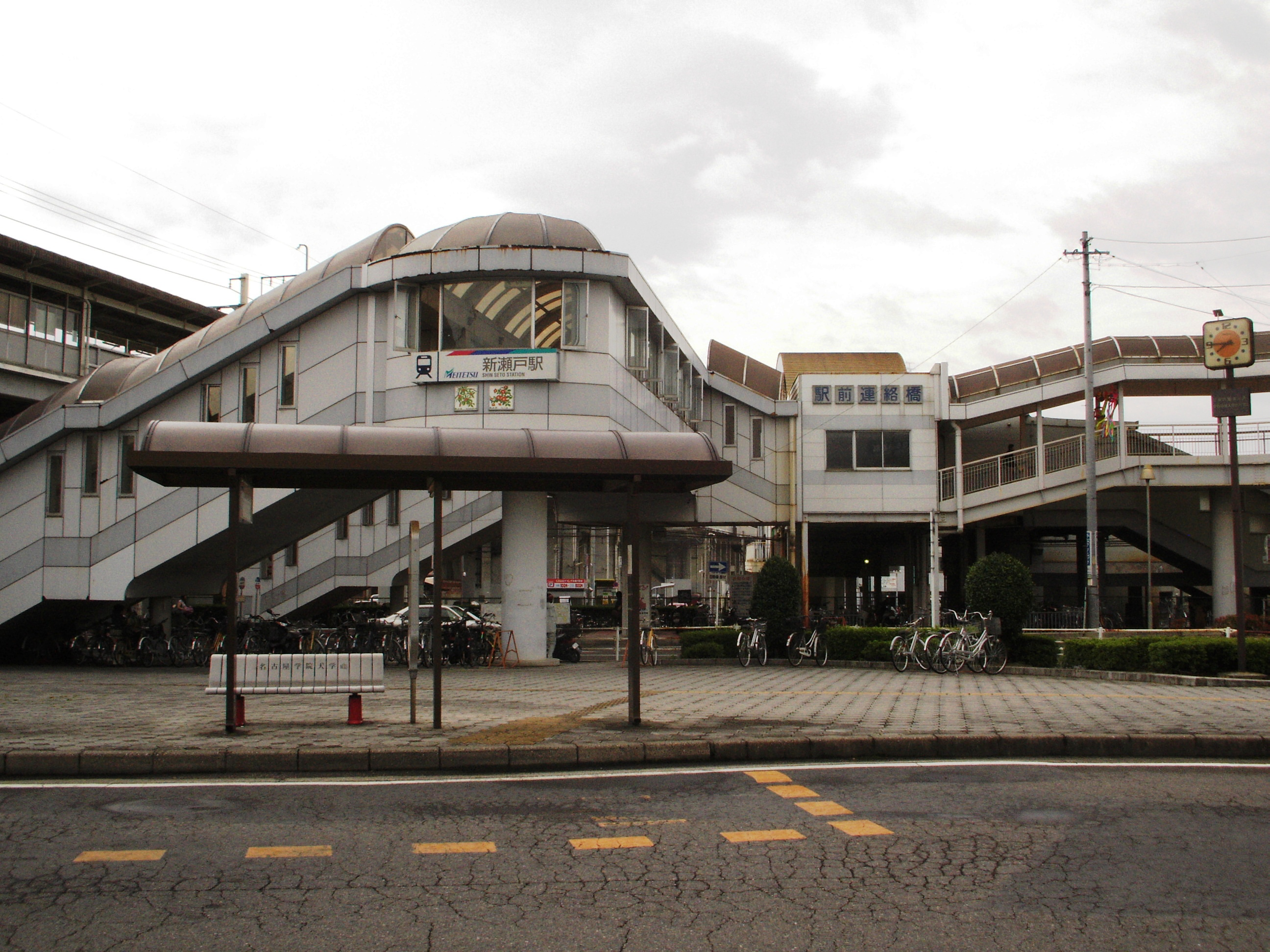
Ansicht von Norden
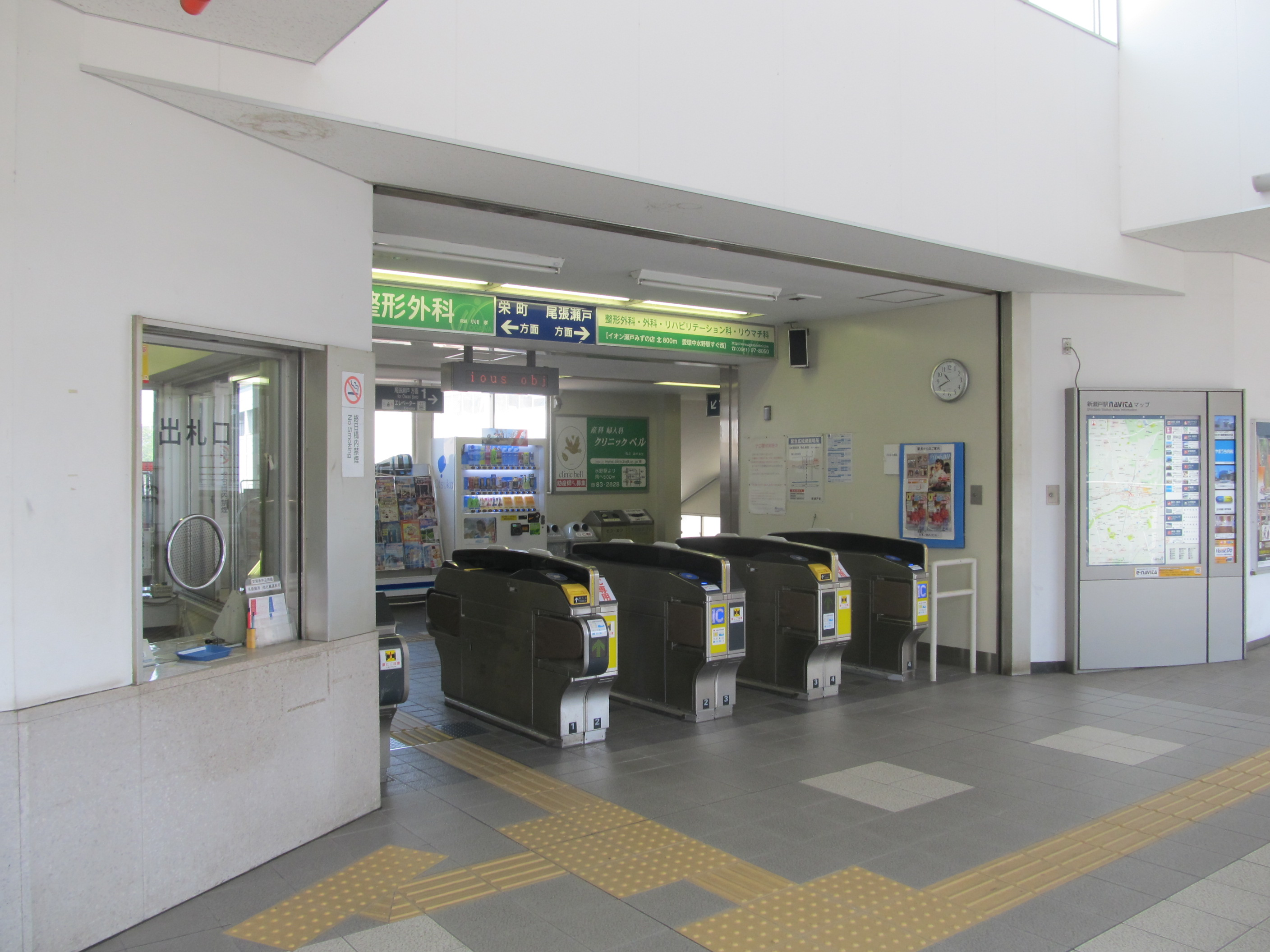
Bahnsteigsperren
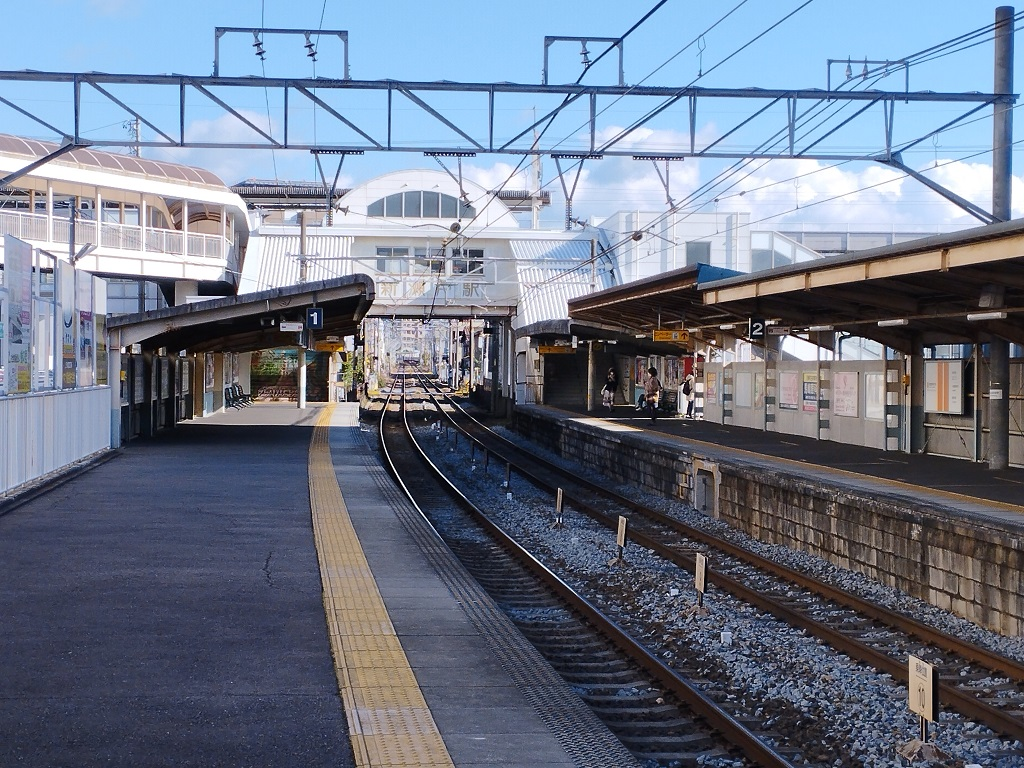
Bahnsteige
Gleisplan
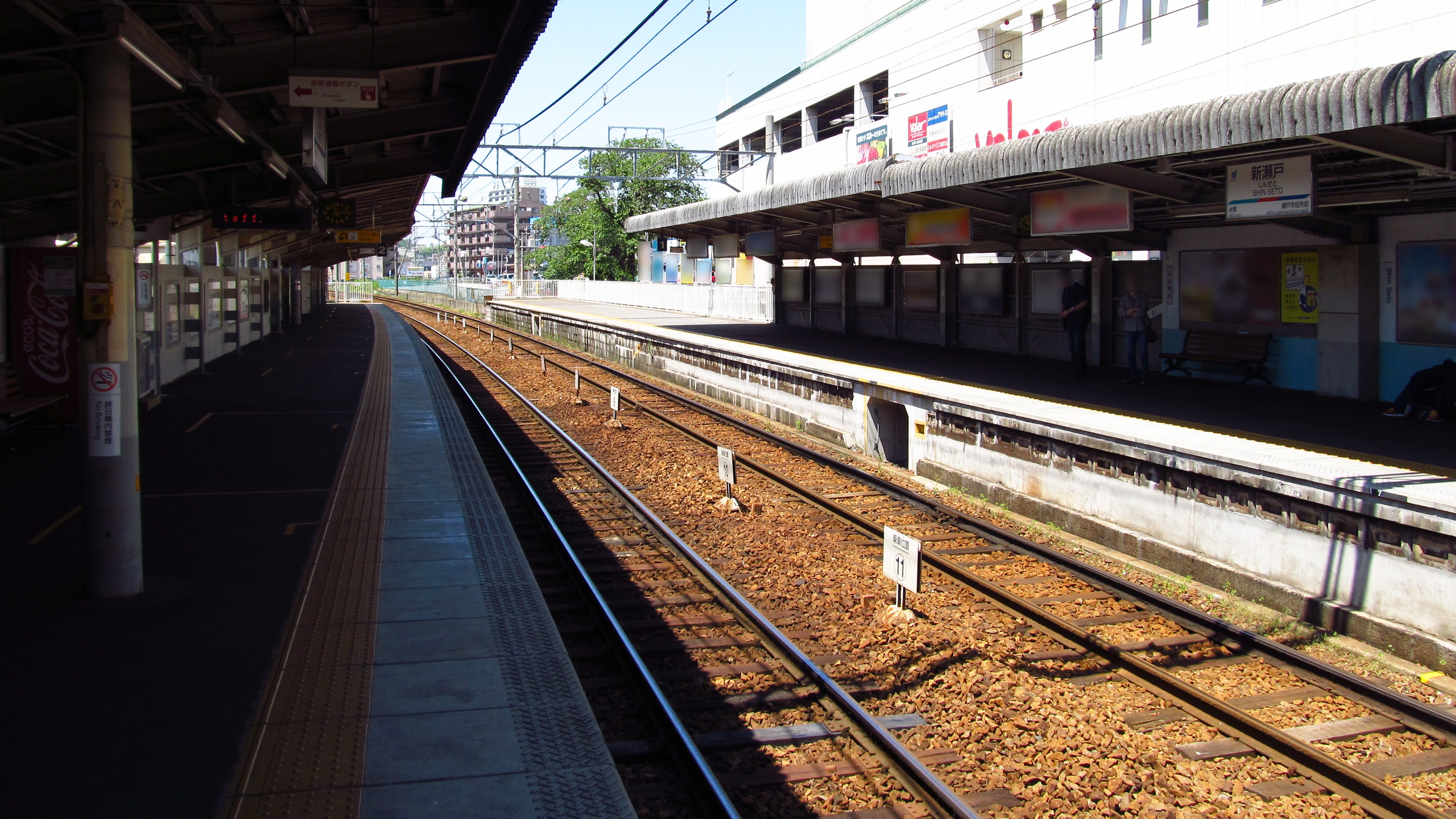
Bahnsteig

## Gleise
| 1 | ▉ Meitetsu Seto-Linie | Owari-Seto         |
| 2 | ▉ Meitetsu Seto-Linie | Ōzone • Sakaemachi |

## Linien
| Verlauf der Meitetsu Seto-Linie |
| --- |
| Sakaemachi • Higashiōte • Shimizu • Amagasaka • Morishita • Ōzone • Yada • Moriyama-Jieitai-mae • Hyōtan-yama • Obata • Kitayama • Ōmori-Kinjōgakuin-mae • Inba • Asahi-mae • Owari-Asahi • Sangō • Mizuno • Shin-Seto • Seto-Shiyakusho-mae • Owari-Seto |

## Geschichte
Zwar hatte die Bahngesellschaft Seto Denki Tetsudō (Setoden) den hier durchführenden Teil der Seto-Linie bereits 1905 in Betrieb genommen, doch die Züge fuhren zunächst zwei Jahrzehnte lang ohne Halt durch. Am 1. Februar 1927 eröffnete die Setoden den Bahnhof unter dem Namen Yokoyama (横山) und am 1. Juni 1935 erfolgte die Umbenennung in Owari-Yokoyama (尾張横山). 1939 ging die Setoden in der Meitetsu über, die 1970 den Güterumschlag einstellte. Seit dem 1. November 1971 trägt der Bahnhof den heutigen Namen. Einen Monat später folgte die Inbetriebnahme eines neuen Empfangsgebäudes.